# Provinz Vibo Valentia
Die Provinz Vibo Valentia (italien. Provincia di Vibo Valentia) ist eine der fünf Provinzen der italienischen Region Kalabrien. Sie hat 150.486 Einwohner (Stand 31. Dezember 2023) in 50 Gemeinden auf einer Fläche von 1.139,47 km². Hauptstadt ist Vibo Valentia.
Die Provinz wurde am 6. März 1992 aus der Provinz Catanzaro ausgegliedert.

## Größte Gemeinden

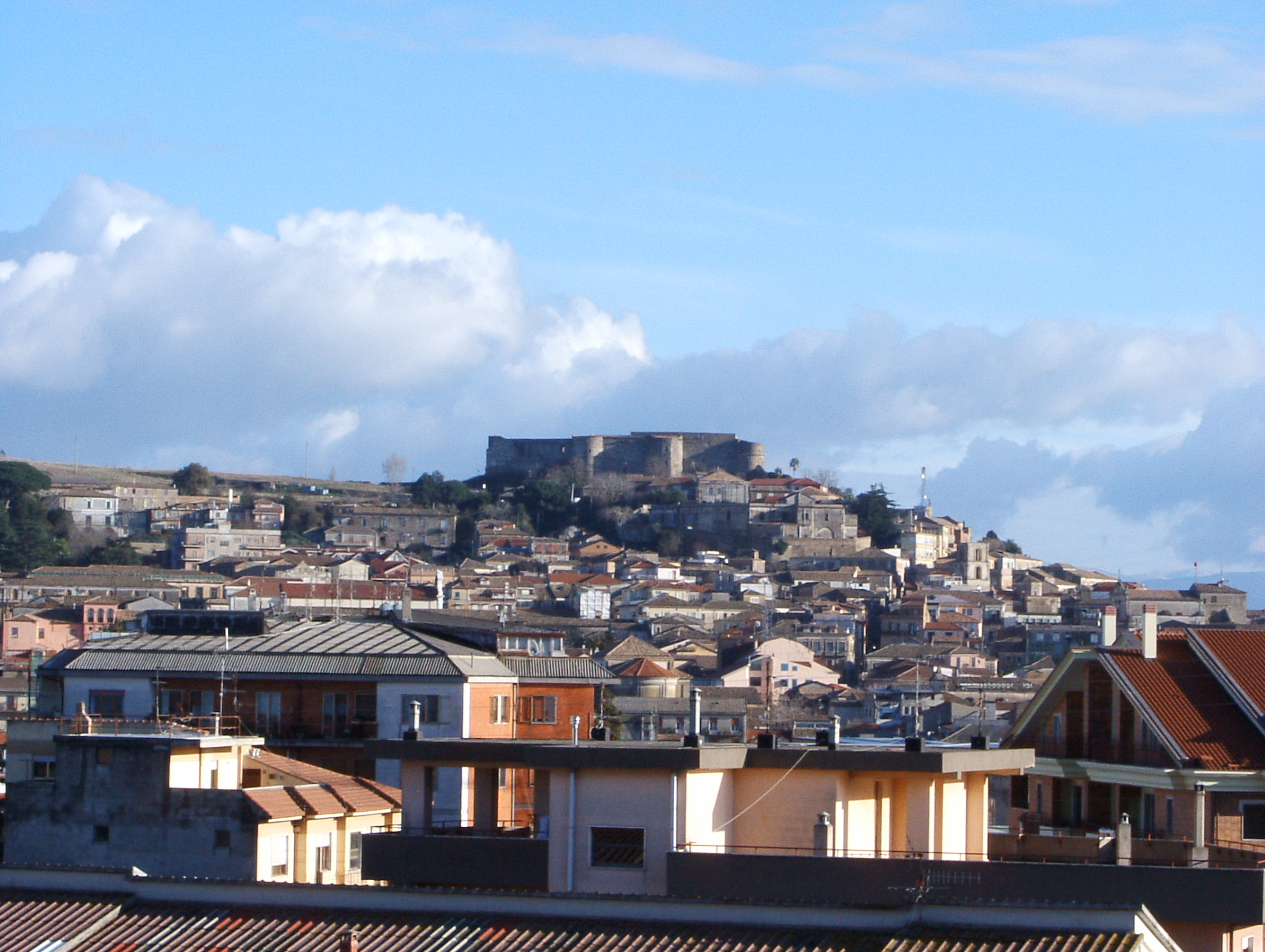
Blick auf Vibo Valentia

(Stand: 31. Dezember 2016)
| Gemeinde        | Einwohner |
| --------------- | --------- |
| Vibo Valentia   | 31.038    |
| Pizzo           | 8773      |
| Mileto          | 6292      |
| Serra San Bruno | 6292      |
| Tropea          | 5797      |
| Nicotera        | 6493      |
| Filadelfia      | 5022      |
| Ricadi          | 5014      |
| Rombiolo        | 4282      |
| Jonadi          | 4581      |
| San Calogero    | 3853      |
| Briatico        | 3640      |